# Temporada 1961 de la AFL
La Temporada 1961 de la AFL fue la segunda temporada de la AFL.Los Angeles Chargers se mudaron a San Diego, California conservando el nombre.
La temporada finalizó cuando los Houston Oilers vencieron a los San Diego Chargers en el juego de Campeonato de la AFL disputado el 24 de diciembre de 1961 en Balboa Stadium, San Diego, California por un marcador de 10-3.

## Carrera Divisional
La AFL tenía 8 equipos, agrupados en dos divisiones. Cada equipo jugaba un partido en casa de ida y vuelta contra los otros 7 equipos
en la liga para un total de 14 partidos, y el mejor equipo de la División Este jugaría contra el mejor de la División Oeste por el
juego de campeonato. Si hubo un empate en la clasificación, se llevarìa a cabo una segunda fase para determinar el ganador de la
división.
Los Chargers se mudaron de Los Ángeles a San Diego al inicio de la temporada, llegando a ganar sus primeros 11 encuentros consiguiendo el título de la División Oeste con 4 partidos por jugar. Cuando llegó a una marca de 10-0, tenía más del doble de victorias que cualquier otro equipo de la AFL. En la División Este, los New York Titans perdieron 27-10 en Denver, mientras que Boston venció a Buffalo 52-21, en la semana siete, para un empate en el registro, con los Pats en 3-3-1 y los Titanes en 3- 3-0. Los Titans perdieron, 48-13 frente a San Diego, en la semana nueve. A la semana siguiente, aunque (12 de noviembre), Houston venció a Boston, 27-15, para tomar una ventaja de medio juego, y ganó la división por un juego completo.
| Semana | Este             |        | Oeste           |        |
| ------ | ---------------- | ------ | --------------- | ------ |
| 1      | Empate(Hou, NYT) | 1–0–0  | Empate(Den, SD) | 1–0–0  |
| 2      | Houston          | 1–0–0  | San Diego       | 2–0–0  |
| 3      | Empate(Bos, NYT) | 2–1–0  | San Diego       | 3–0–0  |
| 4      | N.Y. Titans      | 3–1–0  | San Diego       | 4–0–0  |
| 5      | N.Y. Titans      | 3–1–0  | San Diego       | 5–0–0  |
| 6      | N.Y. Titans      | 3–2–0  | San Diego       | 6–0–0  |
| 7      | Empate(Bos, NYT) | 3–3–1  | San Diego       | 7–0–0  |
| 8      | Empate(Bos, NYT) | 4–3–1  | San Diego       | 8–0–0  |
| 9      | Boston           | 5–3–1  | San Diego       | 9–0–0  |
| 10     | Houston          | 5–3–1  | San Diego       | 10–0–0 |
| 11     | Houston          | 6–3–1  | San Diego       | 11–0–0 |
| 12     | Houston          | 7–3–1  | San Diego       | 11–0–0 |
| 13     | Houston          | 8–3–1  | San Diego       | 11–1–0 |
| 14     | Houston          | 9–3–1  | San Diego       | 12–1–0 |
| 15     | Houston          | 10–3–1 | San Diego       | 12–2–0 |

## Temporada regular

### Resultados
| Local/Visitante | Local/Visitante    | Division Este | Division Este | Division Este | Division Este | Division Oeste | Division Oeste | Division Oeste | Division Oeste |
| Local/Visitante | Local/Visitante    | BOS           | BUF           | HOU           | NY            | DAL            | DEN            | OAK            | SD             |
| --------------- | ------------------ | ------------- | ------------- | ------------- | ------------- | -------------- | -------------- | -------------- | -------------- |
| Este            | Boston Patriots    |               | 52–21         | 31–31         | 20–21         | 28–21          | 45–17          | 20–17          | 27–38          |
| Este            | Buffalo Bills      | 21–23         |               | 16–28         | 41–31         | 27–24          | 10–22          | 22–31          | 11–19          |
| Este            | Houston Oilers     | 27–15         | 12–22         |               | 49–13         | 38–7           | 45–14          | 55–0           | 33–13          |
| Este            | New York Titans    | 37–30         | 21–14         | 21–48         |               | 28–7           | 35–28          | 23–12          | 10–25          |
| Oeste           | Dallas Texans      | 17–18         | 20–30         | 26–21         | 35–24         |                | 49–21          | 43–11          | 10–26          |
| Oeste           | Denver Broncos     | 24–28         | 10–23         | 14–55         | 27–10         | 12–19          |                | 27–24          | 16–19          |
| Oeste           | Oakland Raiders    | 21–35         | 21–26         | 16–47         | 6–14          | 35–42          | 33–19          |                | 10–41          |
| Oeste           | San Diego Chargers | 0–41          | 28–10         | 34–24         | 48–13         | 24–14          | 37–0           | 44–0           |                |

### Tabla de posiciones
V = Victorias, D = Derrotas, E = Empates, CTE = Cociente de victorias, PF= Puntos a favor, PC = Puntos en contra
| Campeón de Division |

| Houston Oilers  | 10 | 3 | 1 | .769 | 513 | 242 |
| Boston Patriots | 9  | 4 | 1 | .692 | 413 | 313 |
| New York Titans | 7  | 7 | 0 | .500 | 301 | 390 |
| Buffalo Bills   | 6  | 8 | 0 | .429 | 294 | 342 |

| San Diego Chargers | 12 | 2  | 0 | .857 | 396 | 219 |
| Dallas Texans      | 6  | 8  | 0 | .429 | 334 | 343 |
| Denver Broncos     | 3  | 11 | 0 | .214 | 251 | 432 |
| Oakland Raiders    | 2  | 12 | 0 | .143 | 237 | 458 |

Nota: Los juegos empatados no fueron contados oficialmente en la tabla de posiciones hasta 1972

## Juego de Campeonato
- Houston Oilers 10, San Diego Chargers 3, 24 de diciembre de 1961, Balboa Stadium, San Diego, California